# Liste der Bodendenkmäler in Pfaffenhofen an der Roth
Auf dieser Seite sind die Bodendenkmäler in dem schwäbischen Markt Pfaffenhofen an der Roth zusammengestellt. Diese Tabelle ist eine Teilliste der Liste der Bodendenkmäler in Bayern. Grundlage ist die Bayerische Denkmalliste, die auf Basis des Bayerischen Denkmalschutzgesetzes vom 1. Oktober 1973 erstmals erstellt wurde und seither durch das Bayerische Landesamt für Denkmalpflege geführt wird. Die folgenden Angaben ersetzen nicht die rechtsverbindliche Auskunft der Denkmalschutzbehörde.

## Bodendenkmäler in Pfaffenhofen an der Roth

### Bodendenkmäler in der Gemarkung Attenhofen
| Lage                  | Objekt                                                    | Akten-Nr.     | Bild |
| --------------------- | --------------------------------------------------------- | ------------- | ---- |
| Attenhofen (Standort) | Freilandstation des Paläolithikums und des Mesolithikums. | D-7-7626-0209 |      |

### Bodendenkmäler in der Gemarkung Balmertshofen
| Lage                     | Objekt | Akten-Nr.     | Bild |
| ------------------------ | --- | ------------- | ---- |
| Balmertshofen (Standort) | Burgstall des Mittelalters (Buschelberg).                                                                      | D-7-7627-0039 |      |
| Balmertshofen (Standort) | Burgstall des Mittelalters.                                                                                    | D-7-7627-0142 |      |
| Balmertshofen (Standort) | Mittelalterliche und frühneuzeitliche Befunde im Bereich der Katholischen Kirche St. Michael in Balmertshofen. | D-7-7627-0145 |      |

### Bodendenkmäler in der Gemarkung Beuren
| Lage              | Objekt | Akten-Nr.     | Bild |
| ----------------- | --- | ------------- | ---- |
| Beuren (Standort) | Siedlung des Neolithikums, Viereckschanze der jüngeren Latènezeit.                                                     | D-7-7627-0070 |      |
| Beuren (Standort) | Mittelalterliche und frühneuzeitliche Befunde im Bereich der Katholischen Pfarrkirche St. Cosmas und Damian in Beuren. | D-7-7627-0146 |      |

### Bodendenkmäler in der Gemarkung Biberberg
| Lage                 | Objekt | Akten-Nr.     | Bild |
| -------------------- | --- | ------------- | ---- |
| Biberberg (Standort) | Burgstall des Mittelalters.                                                                                     | D-7-7627-0084 |      |
| Biberberg (Standort) | Mittelalterliche und frühneuzeitliche Befunde im Bereich der Katholischen Pfarrkirche St. Andreas in Biberberg. | D-7-7627-0149 |      |

### Bodendenkmäler in der Gemarkung Erbishofen
| Lage                  | Objekt | Akten-Nr.     | Bild |
| --------------------- | --- | ------------- | ---- |
| Erbishofen (Standort) | Siedlung des Neolithikums, Gräber der Hallstattzeit und Siedlung der römischen Kaiserzeit.                                      | D-7-7626-0078 |      |
| Erbishofen (Standort) | Freilandstation des Mesolithikums, Siedlung des Neolithikums, der Bronzezeit und der römischen Kaiserzeit.                      | D-7-7626-0192 |      |
| Erbishofen (Standort) | Freilandstation des Spätpaläolithikums, des Früh- und des Spätmesolithikums sowie Siedlung des Neolithikums und der Bronzezeit. | D-7-7626-0221 |      |

### Bodendenkmäler in der Gemarkung Kadeltshofen
| Lage                    | Objekt | Akten-Nr.     | Bild |
| ----------------------- | --- | ------------- | ---- |
| Kadeltshofen (Standort) | Freilandstation des Spätpaläolithikums und des Mesolithikums, Siedlung des Neolithikums und der römischen Kaiserzeit. | D-7-7526-0068 |      |
| Kadeltshofen (Standort) | Grabhügel der Hallstattzeit.                                                                                          | D-7-7527-0280 |      |
| Kadeltshofen (Standort) | Turmhügel des Mittelalters.                                                                                           | D-7-7626-0031 |      |
| Kadeltshofen (Standort) | Freilandstation des Mesolithikums und Grabhügel der Hallstattzeit.                                                    | D-7-7626-0032 |      |
| Kadeltshofen (Standort) | Grabhügel vorgeschichtlicher Zeitstellung.                                                                            | D-7-7626-0033 |      |
| Kadeltshofen (Standort) | Körpergräber vor- und frühgeschichtlicher oder mittelalterlicher Zeitstellung.                                        | D-7-7626-0036 |      |
| Kadeltshofen (Standort) | Siedlung des späten Mittelalters.                                                                                     | D-7-7626-0037 |      |
| Kadeltshofen (Standort) | Mittelalterliche und frühneuzeitliche Befunde im Bereich der Katholischen Pfarrkirche St. Michael in Remmeltshofen.   | D-7-7626-0301 |      |
| Kadeltshofen (Standort) | Siedlung der römischen Kaiserzeit.                                                                                    | D-7-7626-0336 |      |
| Kadeltshofen (Standort) | Grabhügel vorgeschichtlicher Zeitstellung.                                                                            | D-7-7627-0001 |      |
| Kadeltshofen (Standort) | Grabhügel der Hallstattzeit und Brandgräber der Urnenfelderzeit.                                                      | D-7-7627-0107 |      |

### Bodendenkmäler in der Gemarkung Niederhausen
| Lage                    | Objekt                                     | Akten-Nr.     | Bild |
| ----------------------- | ------------------------------------------ | ------------- | ---- |
| Niederhausen (Standort) | Grabhügel vorgeschichtlicher Zeitstellung. | D-7-7627-0042 |      |
| Niederhausen (Standort) | Siedlung des Mittelalters.                 | D-7-7627-0043 |      |
| Niederhausen (Standort) | Grabhügel vorgeschichtlicher Zeitstellung. | D-7-7627-0050 |      |

### Bodendenkmäler in der Gemarkung Pfaffenhofen a.d.Roth
| Lage                             | Objekt | Akten-Nr.     | Bild |
| -------------------------------- | --- | ------------- | ---- |
| Pfaffenhofen a.d.Roth (Standort) | Mittelalterlicher Burgstall.                                                                                               | D-7-7626-0077 |      |
| Pfaffenhofen a.d.Roth (Standort) | Mittelalterliche und frühneuzeitliche Befunde im Bereich der Katholischen Pfarrkirche St. Martin in Pfaffenhofen a.d.Roth. | D-7-7626-0314 |      |

### Bodendenkmäler in der Gemarkung Raunertshofen
| Lage                     | Objekt                                                            | Akten-Nr.     | Bild |
| ------------------------ | ----------------------------------------------------------------- | ------------- | ---- |
| Raunertshofen (Standort) | Viereckschanze der jüngeren Latènezeit und Gräber der Bronzezeit. | D-7-7627-0037 |      |

### Bodendenkmäler in der Gemarkung Roth
| Lage            | Objekt | Akten-Nr.     | Bild |
| --------------- | --- | ------------- | ---- |
| Roth (Standort) | Freilandstation des Mesolithikums, Lagerplatz der Glockenbecherzeit, Handwerksplatz und Siedlung der Latènezeit und der römischen Kaiserzeit. | D-7-7626-0044 |      |
| Roth (Standort) | Freilandstation des Mesolithikums, Siedlung des Neolithikums und der römischen Kaiserzeit.                                                    | D-7-7626-0045 |      |
| Roth (Standort) | Freilandstation des Spätpaläolithikums, des Früh- und des Spätmesolithikums, Siedlung des Jungneolithikums und der römischen Kaiserzeit.      | D-7-7626-0049 |      |
| Roth (Standort) | Grabhügel vorgeschichtlicher Zeitstellung. | D-7-7626-0050 |      |
| Roth (Standort) | Grabhügel vorgeschichtlicher Zeitstellung. | D-7-7626-0051 |      |
| Roth (Standort) | Freilandstation des Mesolithikums. | D-7-7626-0152 |      |
| Roth (Standort) | Freilandstation des Mesolithikums. | D-7-7626-0153 |      |
| Roth (Standort) | Freilandstation des Spätpaläolithikums und des Frühmesolithikums, Siedlung des Neolithikums, der Bronzezeit und der Hallstattzeit.            | D-7-7626-0154 |      |
| Roth (Standort) | Siedlung der Linearbandkeramik. | D-7-7626-0175 |      |
| Roth (Standort) | Mittelalterliche und frühneuzeitliche Befunde im Bereich der Katholischen Filialkirche St. Leonhard in Roth und ihrer Vorgängerbauten.        | D-7-7626-0319 |      |
| Roth (Standort) | Grabhügel vorgeschichtlicher Zeitstellung. | D-7-7626-0337 |      |

### Bodendenkmäler in der Gemarkung Volkertshofen
| Lage                     | Objekt | Akten-Nr.     | Bild |
| ------------------------ | --- | ------------- | ---- |
| Volkertshofen (Standort) | Freilandstation des Mesolithikums und Siedlung der Bronzezeit.                                                                                                 | D-7-7626-0141 |      |
| Volkertshofen (Standort) | Freilandstationen des Spätpaläolithikums und des Mesolithikums, Siedlungen des Mittel- und Jungneolithikums sowie der Bronzezeit und der römischen Kaiserzeit. | D-7-7626-0143 |      |